# Vitvattnet (Nordmalings socken, Ångermanland)
Vitvattnet är en sjö i Nordmalings kommun i Ångermanland och ingår i Lögdeälvens huvudavrinningsområde. Sjön har en area på 0,102 kvadratkilometer och ligger 173,5 meter över havet. Vitvattnet ligger i Lögdeälven Natura 2000-område. Vid provfiske har abborre och gädda fångats i sjön.

## Delavrinningsområde
Vitvattnet ingår i det delavrinningsområde (706618-167206) som SMHI kallar för Utloppet av Vitvattnet. Medelhöjden är 181 meter över havet och ytan är 0,31 kvadratkilometer. Det finns inga avrinningsområden uppströms utan avrinningsområdet är högsta punkten. Vattendraget som avvattnar avrinningsområdet har biflödesordning 2, vilket innebär att vattnet flödar genom totalt 2 vattendrag innan det når havet efter 28 kilometer. Avrinningsområdet består mestadels av skog (62 procent). Avrinningsområdet har 0,1 kvadratkilometer vattenytor vilket ger det en sjöprocent på 31,9 procent.